# Huckleberry

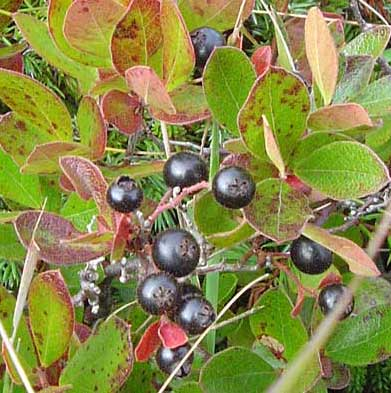
Moor-Huckleberry in Polly’s Cove, Nova Scotia

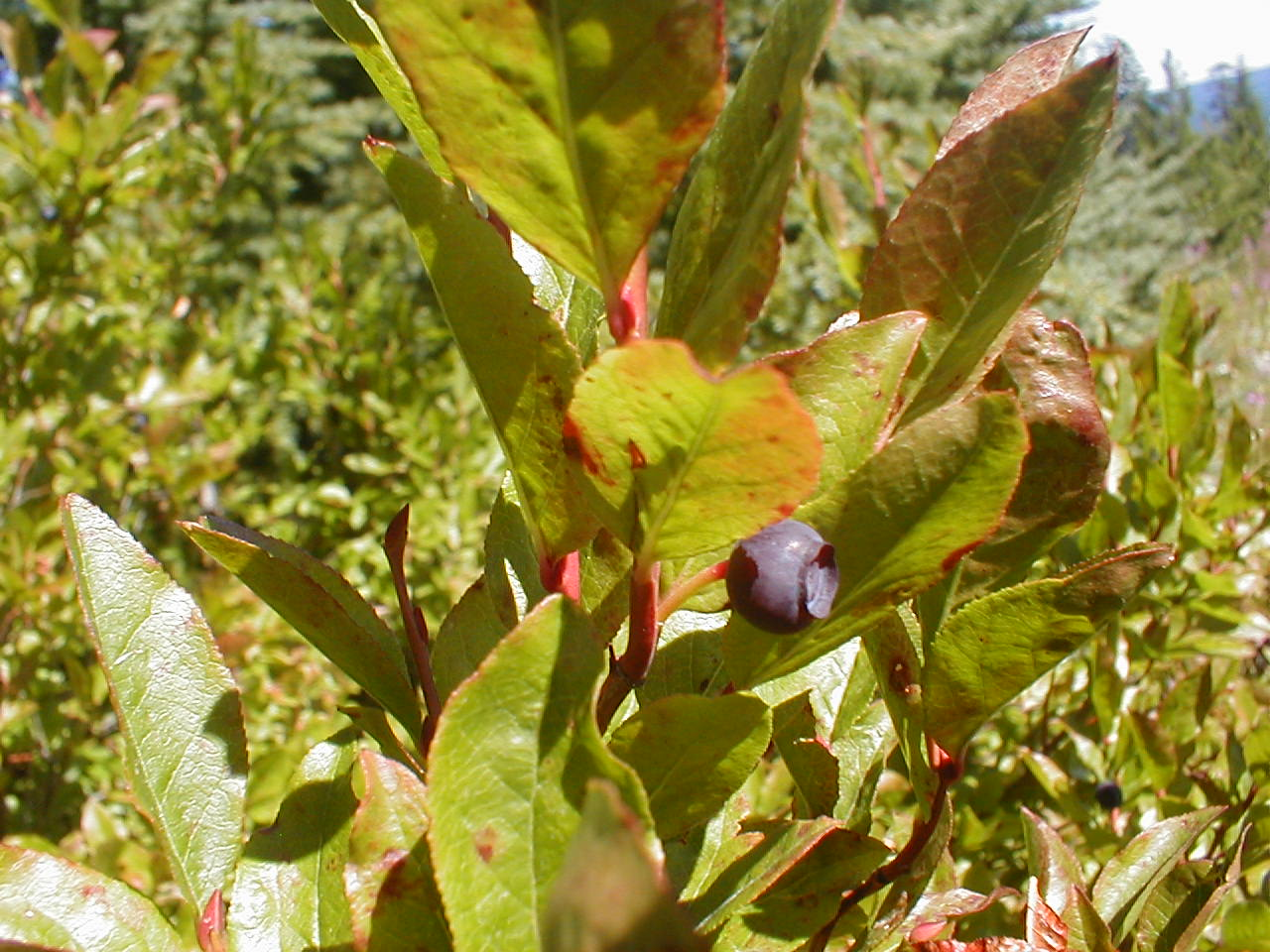
Wilde Heidelbeere im Mount Hood National Forest in Oregon

Huckleberry ist ein in Nordamerika gebräuchlicher Name für verschiedene Pflanzenarten der Heidekrautgewächse (Ericaceae) aus den eng verwandten Gattungen Vaccinium und Gaylussacia, wie z. B. die Amerikanische Heidelbeere.
Die Huckleberry ist die state fruit (etwa "National-Frucht") des US-Bundesstaates Idaho.

## Namensgebung
Die Bezeichnung 'Huckleberry' ist eine nordamerikanische Variation englischer Dialektausdrücke wie 'Hurtleberry' [ˈhɜːtəlbɛrɪ] oder 'Whortleberry' [ˈwɜːtəlbɛrɪ] für die Heidelbeere. In Nordamerika wurde der Name für eine Reihe von Pflanzen mit kleinen Beeren verwendet, deren Farbe rot, blau oder schwarz sein kann. Es handelt sich um den Trivialnamen verschiedener Gaylussacia- und einiger Vaccinium-Arten wie die 'Red Huckleberry' (Vaccinium parvifolium). Er wird auch für andere Vaccinium-Arten verwendet, die genauso – abhängig vom lokalen Gebrauch wie in Neu-England und den Appalachen – als Blaubeeren bezeichnet werden.

## Systematik

### Gaylussacia
Vier Arten Huckleberrys der Gattung Gaylussacia sind verbreitet im östlichen Nordamerika anzutreffen, namentlich Gaylussacia baccata, auch als 'Black Huckleberry' bekannt.

### Vaccinium
Von den Küsten Zentralkaliforniens bis zum südlichen Washington und British Columbia wird die 'Red Huckleberry' (Vaccinium parvifolium) in maritim beeinflussten Pflanzengesellschaften gefunden. Im Pazifischen Nordwesten und in den Bergen Montanas und Idahos wachsen diese und andere Arten wie die schwarze ’Vaccinium Huckleberry‘ (V. membranaceum) und die blaue 'Cascade Huckleberry' (V. deliciosum) in verschiedenen Lebensräumen der alpinen Mittellagen bis zu 3.500 Metern Höhe an Berghängen, in Wäldern oder in den Einzugsgebieten von Seen. Die Pflanzen gedeihen bestens auf feuchten, sauren Böden vulkanischen Ursprungs, wo sie Höhen von 1,5–2 Metern erreichen. Gewöhnlich reifen die Beeren im Hoch- bis Spätsommer, in höheren Lagen auch später. Huckleberrys gehören zu den wenigen Pflanzenarten an den Hängen des Mt. St. Helens, die den Vulkanausbruch von 1980 überlebten. Sie waren auch 2017 noch eine der dominierenden Arten an den Hängen des Vulkans.
In günstigen Klimaten werden verschiedene Arten wie V. membranaceum, V. parvifolium und V. deliciosum als Zierpflanzen angebaut. Die 'Garten-Huckleberry' (Solanum scabrum) hingegen ist keine echte Huckleberry, sondern ein Vertreter der Nachtschattengewächse.

## Verwendung als Nahrungsmittel oder in der Volksmedizin
Traditionell wurden Huckleberrys von den Indianern Nordamerikas und den First-Nations-Völkern entlang der Pazifikküste der USA und Kanadas, dem Inneren von British Columbia und Montana als Nahrungsmittel oder zur Verwendung in der Volksmedizin gesammelt. Die Beeren sind klein und rund (5–10 Millimeter Durchmesser) und sehen wie große dunkle Heidelbeeren aus. Der Geschmack ist herb und erinnert – insbesondere bei den blauen und purpurfarbenen Sorten – an den von Heidelbeeren. Einige Arten haben bemerkenswert große bittere Samen. Die Früchte werden vielfältig in Speisen und Getränken verwendet, z. B. in Marmeladen, Puddings, Süßwaren, Kuchen, Pasteten, Muffins, Eierkuchen, Salatsaucen, Säften, Tees, Suppen und Sirupen. In der Volksmedizin wurden Huckleberrys zur Behandlung von Schmerzen, Herzleiden und Infektionen verwendet.
Huckleberrys werden von Bären, Vögeln, Kojoten und Hirschen gefressen.

## Inhaltsstoffe
Nur wenige Studien befassen sich mit dem Gehalt an essentiellen Inhaltsstoffen in Huckleberrys; keine dieser Studien weist einen hohen Gehalt an diesen Stoffen aus.
Zwei Huckleberry-Arten (V. membranaceum und V. ovatum) sind auf sekundäre Pflanzenstoffe untersucht worden; dabei wurde der höhere Gesamtgehalt von Anthocyaninen und Polyphenolen bei V. ovatum festgestellt. Beide Arten enthielten 15 Anthocyanine (Galactoside; Glucoside; Arabinoside wie Delphinidin, Cyanidin, Petunidin, Peonidin und Malvidin) aber in unterschiedlichen Mengen-Verhältnissen.

## Umgangssprachlicher Gebrauch
Huckleberrys werden als Stellvertreterbegriff seit den Ursprüngen der angloamerikanischen Umgangssprache (Slang) gebraucht. Die geringe Größe der Beeren führte dazu, etwas Kleines zu bezeichnen, oft zärtlich gebraucht wie im Text von Moon River. Die Phrase „a huckleberry over my persimmon“ bedeutet „ein wenig jenseits meiner Fähigkeiten“. „I’m your huckleberry“ wird genutzt, um auszudrücken, jemand sei genau die richtige Person für einen (gerade zu besetzenden) Job. Die Spanne der Slangausdrücke des 19. Jahrhunderts war ziemlich groß und umfasste auch bedeutende oder geliebte Personen.